# Marau Taʻaroa
Johanna Marau Taʻaroa a Tepau Salmon, née le 24 avril 1860 et morte le 2 février 1935 est la dernière reine consort de Tahiti en tant qu'épouse du roi Pōmare V, qui règne de 1877 à 1880.

## Biographie

### Jeunesse et formation

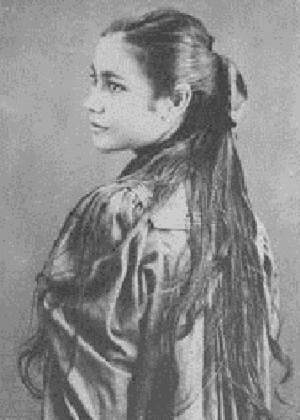
Marau à quinze ans, à l'époque où elle s'est mariée.

Elle naît en 1860 d'Alexander Salmon, un marchand juif anglais, et de la princesse Oehau, qui reçut plus tard le titre d'ariʻi Taimaʻi. Elle est leur troisième fille et septième enfant,. Sa mère est la fille adoptive de la veuve du roi Pomare II, mère de Pomare III et de Pomare IV. Considérée comme l'une des dynasties les plus haut placées du pays, elle est à la tête des Teva, les rivaux traditionnels de la famille Pōmare, et descend du chef Amo et de la reine Oberea.

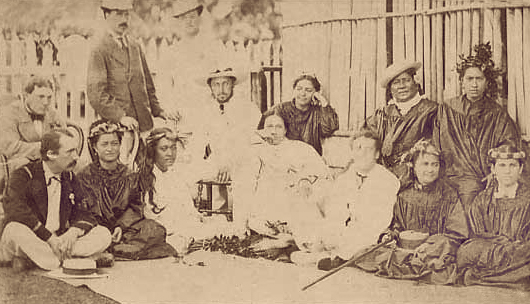
Alfred, duc d'Édimbourg, à Tahiti, avec Titaua Brander reposant sur ses genoux.

Les enfants Salmon et leurs proches de la famille Brander fréquentent des écoles en Europe ou en Australie. À partir de la fin des années 1860, Marau fait ses études à Sydney, en Australie. Elle fréquente une école privée, le Young Ladies' College, dirigée par Miss Fallow dans la ville jusqu'à ce qu'elle rentre chez elle à Tahiti pour se marier. Le retour de Marau se déroule probablement après 1868 car elle assiste au pique-nique du 12 mars 1868 à Clontarf où Alfred Ier de Saxe-Cobourg et Gotha. Il visite ensuite Tahiti en 1870 et partage un repas avec la famille Brander[réf. nécessaire].

### Mariage et influence politique
Le 28 janvier 1875, elle épouse le prince héritier Ariiaue, futur roi Pōmare V, à Papeete. Ce mariage, bien que politiquement stratégique, est marqué par des tensions et des incompatibilités. Les habitudes de son mari, notamment son penchant pour l'alcool, rendent la vie commune insupportable. Elle quitte le palais pour vivre chez sa mère à Papara.

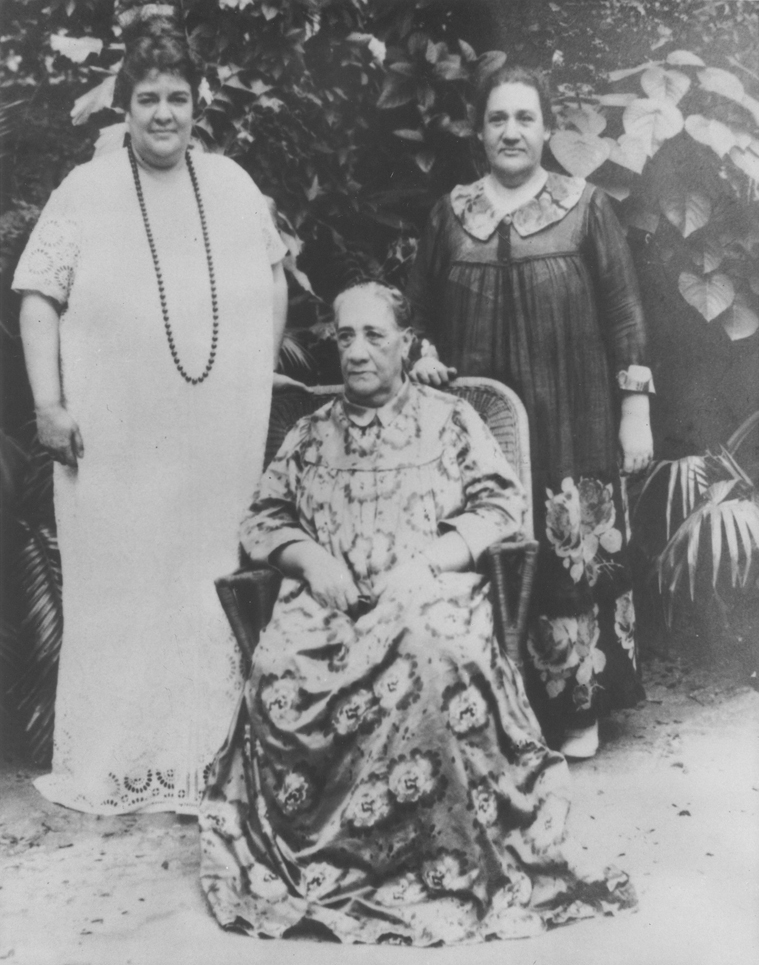
La reine Marau, sa fille Teri'i-nui-o-Tahiti et la princesse hawaïenne Abigail Kawānanakoa, 1929.

Sa belle-mère, Pōmare IV (1813–1877), décède après un long règne le 17 septembre 1877, et Marau et Ariiaue se séparent, mais l'amiral français Paul Serre les persuade de faire la paix. Ils furent couronnés roi et reine de Tahiti le 24 septembre 1877 avec l'approbation de l'Assemblée législative de Tahiti et des Français, et son mari prit le nom de Pōmare V. Ils ont trois enfants :
1. Teri'i-nui-o-Tahiti Te-vahine-taora-te-rito-ma-te-ra'i Teri'ia'e-tua, mieux connue sous le nom de princesse Teri'inui o Tahiti (9 mars 1879 - octobre 29, 1961)[10][7],[11],[12]
2. Ari'i-manihinihi Te-vahine-rere-atua-i-Fareia, mieux connue sous le nom de princesse Takau Pōmare-Vedel (4 janvier 1887 - 27 juin 1976)[7],[13]
3. Ernest Albert Teri'i-na-vaho-roa-i-te-tua-i-Hauviri Tetua-nui-marua-i-te-ra' i Aro-roa-i-te-mavana-o-Tu Te pau, (15 mai 1888 — 4 décembre 1961)[7]

Cependant, il est convenu que la nièce de Pōmare V, la princesse Teriivaetua (fille de son deuxième frère Tamatoa V de Raiatea) et son neveu le prince Hinoi (fils de son quatrième frère Teri'itua Tuavira Joinville) seraient placés devant les enfants de la reine Marau dans l'ordre de succession.
En 1884, après l'abdication de Pomare V, elle entreprend un voyage en Europe où elle est reçue avec enthousiasme dans les cercles aristocratiques et artistiques parisiens,. Après son divorce en 1888, Marau continue de jouer un rôle public important. Elle est un pont entre les traditions tahitiennes et le monde occidental, participant notamment à la transcription des mémoires de sa famille et à la publication des récits historiques de Tahiti. En 1907, elle utilise son influence pour négocier des contrats dans l’exploitation des phosphates sur l’île de Makatea, un acte qui permet de contrecarrer les plans de son ex-mari et de son avocat,.
Plus tard, elle fait la connaissance de l'écrivain américain Henry Adams qui écrit une biographie de sa mère et d'elle-même. Parmi ses autres amis, on compte Paul Gauguin, Pierre Loti, Somerset Maugham, Rupert Brooke, Robert Keable, Alain Gerbault et Robert Louis Stevenson.
Elle décède le 2 février 1935 à l'hôpital de Papeete à la suite d'une opération. Sa tombe, conçue comme un hommage au marae Mahaiatea, est un monument symbolisant son lien indéfectible avec la culture tahitienne traditionnelle,.

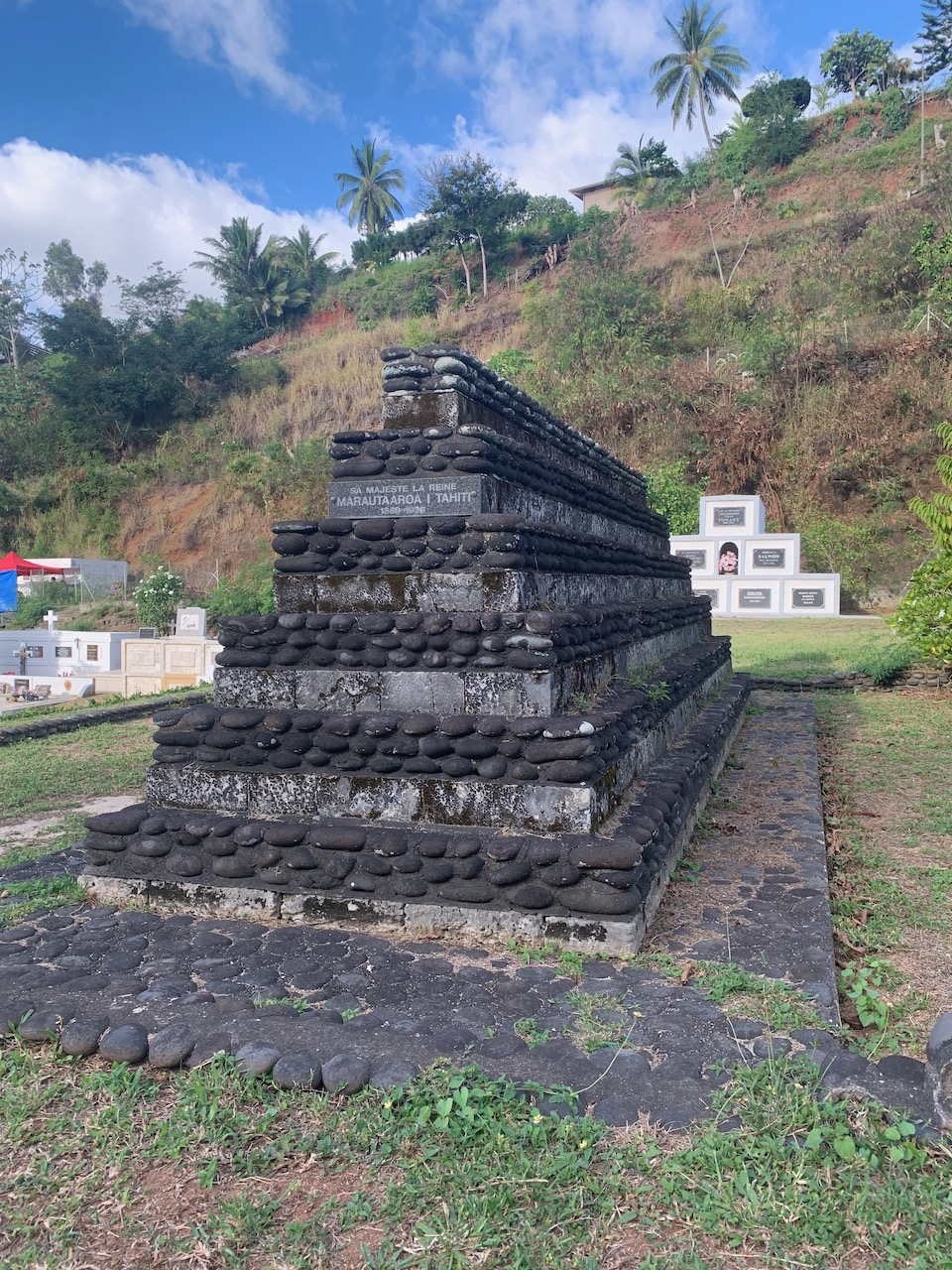
Tombe de la reine Marau.

## Ouvrage
- Marau Taaroa, Mémoires de Marau Taaroa, dernière reine de Tahiti: Traduit par sa fille, la princesse Ariimanihinihi Takau Pomare, Société des Océanistes, 8 octobre 2013 (ISBN 978-2-85430-098-7, lire en ligne).

Les Mémoires de Marau Taaroa constituent l'une des principales sources sur la société tahitienne. Cet ouvrage réalisé aux côtés d'Henry Adams, combine les informations anthropologiques et les témoignages de différents membres de l'aristocratie tahitienne ainsi que les données provenant des premiers explorateurs et missionnaires de l'île. La première édition envoyée à Marau Taaroa en 1893 la pousse à contribuer davantage et à fournir plus d'informations pour compléter le document. Elle devient la principale source des informations relatives aux traditions sur l'île et aux relations entre les différentes dynasties. Marau Taaroa tente d'ailleurs de mettre en avant la dynastie Tavau, contrairement à la dynastie Pomare.

## Postérité
En 2019, un manuscrit rédigé par sa fille, Ariimanihimanhi Takau Pomare-Vedel, dans les années 1932-1933, est retrouvé dans un appartement à Nice. Ce manuscrit et celui de sa mère mènent à la rédaction d'un nouvel ouvrage reposant sur les souvenirs collectés sur plusieurs générations, rédigé par Raanui Daunassans. Il est publié le 4 novembre 2024.
La « Maison de la Reine Marau » est également une attraction touristique. Construite en 1899, c'est également dans cette maison que meurt Marau Taaroa. Le bâtiment est remis à neuf en 1988 pour accueillir des visiteurs, puis abandonné progressivement. Située face à l'Assemblée de la Polynésie française, la préservation du bâtiment fait l'objet de plusieurs questions.

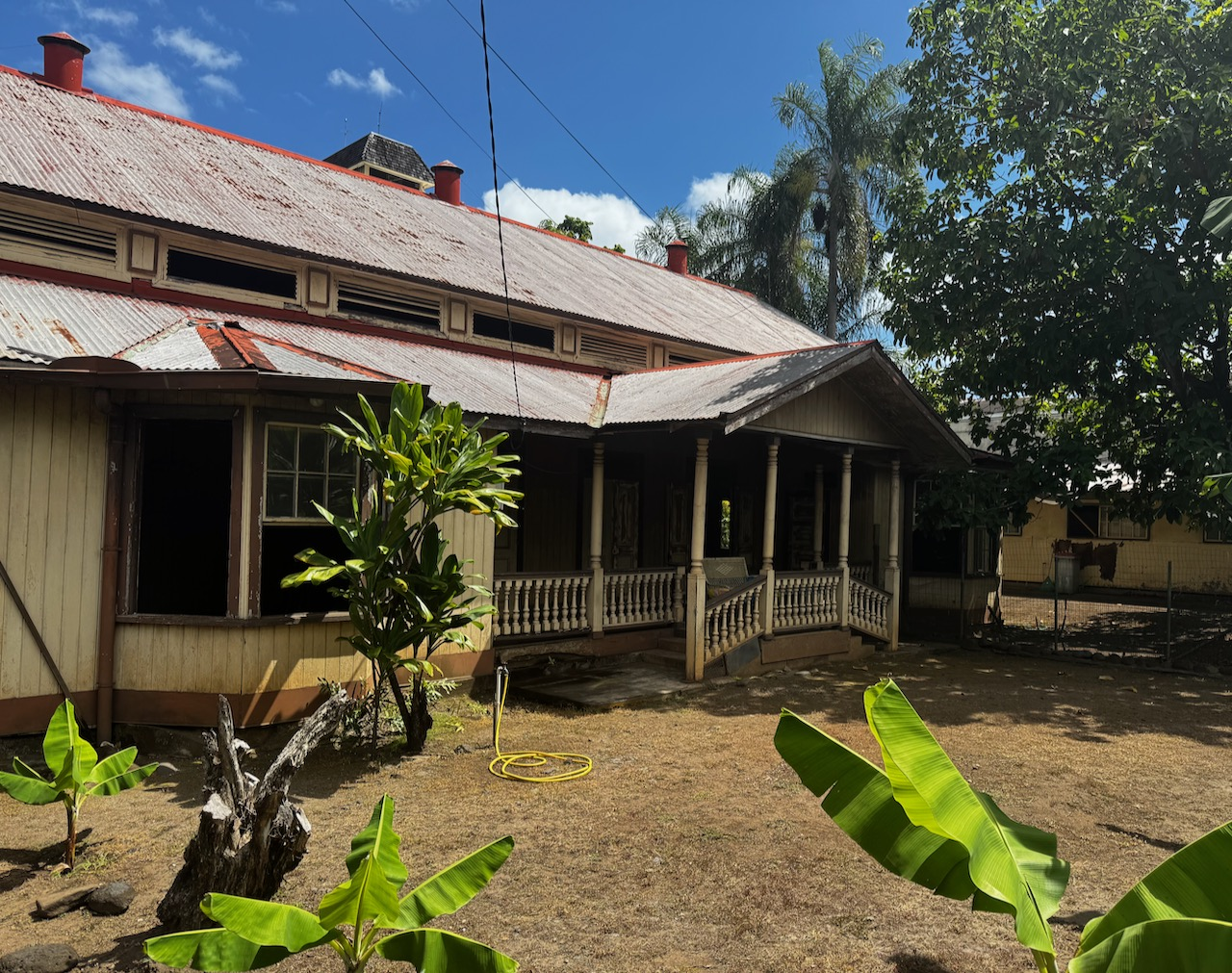
Maison de la reine Marau.